# 李光 (1905年)
李光（1905年—1933年5月），原名李春明，又名李承龙，朝鲜族，抗日战争时期中共政治人物，汪清县抗日游击队李光别动队队长。

## 早年生涯
1905年，李光出生于朝鲜咸镜北道钟城郡的一个贫苦农民家庭，1910年日本吞并朝鲜半岛后随家人迁居吉林省延吉县依兰沟。1926年，他从延吉师范学校毕业，此后在延吉县蛤蟆塘大房子县立第二十一小学教书。1928年，李光成为蛤蟆塘乡政府文书，翌年任蛤蟆塘乡乡长。:109-110:204
1930年“红五月斗争”期间，李光利用乡长身份为革命者提供帮助，营救被逮捕的革命者和师生。他还与中共汪清县委书记金相和结为莫逆之交。1931年，李光加入中国共产党。:110:204-205

## 李光别动队
1931年九一八事变后，中国军民纷纷义举。1932年2月，东北军步兵二十七旅七团三营营长王德林率部义举成立“中国国民救国军”。王德林任总指挥，吴义成任前方司令。同年5月上旬，李光等9人被中共汪清县委派往吴义成部作争取工作。:110-111:32-33
初到救国军时，吴义成将李光等9人编成一支别动队，李光任队长。但吴义成只给别动队发了一支手枪和几枚东宁造的麻尾手榴弹，让他们做通讯和运输工作。李光于是找来以前朝鲜独立军埋藏的5支步枪和一些子弹。利用这些枪支，李光别动队从亲日地主樊喜久那里夺取了8支枪。1932年9月，李光率别动队与汪清县抗日游击队在马鹿沟伏击十三旅孟营一排，击毙20多人，缴获30余枪和千余发子弹，以及大量物资。同年11月，李光别动队被编入汪清县抗日游击队。:110-111:32-33
1932年12月，李光率部与日军在大北沟三次交战，击毙包括日军守备队长在内的一批日军，别动队也壮大到70多人。此后，吴义成任命李光为救国军前方卫队长，给他配备了一支手枪、五六匹战马和两名联络兵，并将“青山”等四支抗日山林队划给他指挥。1933年3月30日，日军兵分三路围攻汪清县小汪清抗日游击根据地。李光率别动队与汪清县游击队、抗日救国军一起展开了3天的反围剿战斗，最终击退讨伐队。在打扫战场时，他在东林河畔发现了国际主战士伊田助男的遗体和遗书，并将他与游击队战士的遗体一起掩埋。:21-23:112-114:32-33
昔日乡长成为抗日别动队队长后，汪清县蛤蟆塘保卫团用重金悬赏李光的人头:33:206。由于李光别动队大部分队员都是朝鲜族，日军试图挑拨朝、汉民族关系进行离间。李光通过各种方式促进朝、汉民族团结:112:21。1933年5月，抗日山林队头领“同山好”（原名王兴美）被日军收买，假借让李光收编山林队邀他来谈判。李光率10余人前往其驻地黄泥河子，一行10余人都被“同山好”杀害。同年7月4日，“同山好”被李光别动队逮捕后处决:114-115:33-34。

## 纪念
- 吉林省延边朝鲜族自治州汪清县大兴沟镇后河村是李光别动队成立遗址纪念地。[5]